# Karpfseen
Der Kleine Karpfsee und der Große Karpfsee sind zwei nur ca. 250 m voneinander entfernte kleine Moorseen in der Nähe von Bad Heilbrunn. Sie liegen in der Gemarkung Mürnsee in der Gemeinde Bad Heilbrunn.
Der Kleine Karpfsee ist mit dem Großen Karpfsee über einen Graben verbunden. Der Große Karpfsee ist vollständig von einem Schilfgürtel umgeben und entwässert teils ohne oberirdische Abflüsse in die Loisach.
Die Wasserfläche des Großen Karpfsees war in der ersten Hälfte des 19. Jahrhunderts etwa 4,5 Hektar groß, die des Kleinen Karpfsees knapp zwei Hektar. Inzwischen sind beide Seen jeweils kleiner als zwei Hektar.